# James Douglas, 7. Earl of Douglas
James Douglas, 7. Earl of Douglas, 1. Earl of Avondale, genannt the Gross (der Fette) (* 1371; † 24. März 1443) war ein schottischer Adliger.

## Leben
Er war der jüngere Sohn des Archibald Douglas, 3. Earl of Douglas und dessen Frau Joan Murray und damit ein Enkel des schwarzen Douglas, Sir James, Laird of Douglas. 1425 war er beteiligt im Prozess gegen Murdoch Stewart, 2. Duke of Albany.
1437 wurde er zum Earl of Avondale erhoben.
Als 1440 William Douglas, 6. Earl of Douglas, der Sohn seines Neffen Archibald Douglas, 5. Earl of Douglas, hingerichtet wurde, beerbte er diesen als 7. Earl of Douglas.
James befand sich im Konflikt mit König Jakob II., der versuchte, die Vormachtstellung der Familie Douglas zu brechen und sich deren Ländereien anzueignen, was Schottland in einen Bürgerkrieg stürzte.

## Ehen und Nachkommen
In erster Ehe war mit Lady Beatrice Stewart († 1424), Tochter des Robert Stewart, 1. Duke of Albany, verheiratet. Die Ehe blieb kinderlos.
Nach deren Tod heiratete er spätestens 1426 Beatrice Sinclair, Tochter des Henry II. Sinclair, Jarl von Orkney. Mit ihr hatte er elf Kinder:
- William Douglas, 8. Earl of Douglas († 1452)
- James Douglas, 9. Earl of Douglas (1426–1491)
- Margaret Douglas, ⚭ James Douglas of Dalkeith († vor 1456)
- Beatrice Douglas, ⚭ William Hay, 1. Earl of Erroll
- Hugh Douglas, 1. Earl of Ormond († 1445), hingerichtet
- Henry Douglas, Priester
- George Douglas
- Janet Douglas, ⚭ Robert Fleming, 1. Lord Fleming
- Archibald Douglas, de iure uxoris Earl of Moray († 1455), gefallen
- Sir John Douglas of Balvenie († 1463), hingerichtet
- Elizabeth Douglas, ⚭ William Wallace of Craigie